# Marie Glory
Marie Glory (geboren Raymonde Louise Marcelle Toully; * 3. März 1905 in Mortagne-au-Perche, Département Orne; † 24. Januar 2009 in Cannes) war eine französische Filmschauspielerin.

## Leben
Ihr Filmdebüt hatte sie 1924 als Kleindarsteller in Raymond Bernards monumentalem Historienepos Le miracle des loups unter dem Künstlernamen Arlette Genny, den sie bis 1927 benutzte. Seitdem trat sie unter dem Namen Marie Glory auf.
In der mehr als dreistündigen deutsch-französischen Koproduktion Das Geld (1928) von Marcel L’Herbier spielte sie die weibliche Hauptrolle mit Brigitte Helm und Pierre Alcover. Mit Henri Fescourts Verfilmung des Dumas-Romans Der Graf von Monte Christo war sie neben Jean Angelo, Lil Dagover und Gaston Modot Star in einer weiteren deutsch-französischen Gemeinschaftsproduktion. Unter Géza von Bolváry stand sie 1929 in Deutschland für Vater und Sohn vor der Kamera.
Leo Mittlers Le Roi de Paris (1930) war ihr erster Tonfilm. Sie trat mit dem serbischen Darsteller Iván Petrovich auf. In den 1930er Jahren spielte sie überwiegend Hauptrollen, darunter deutsche Produktionen der Regisseure Ewald André Dupont (Le deux mondes), Hans Steinhoff (Madame ne veut pas d'enfants) und Wilhelm Thiele. 1938 verkörperte sie die Pepita in Jacques Feyders Les gens du voyage. 1939 hatte sie ihre letzte Hauptrolle.
Während der Zeit des Zweiten Weltkriegs und danach (1939 bis 1951) trat sie in nur einem Film auf. In den frühen 1950er Jahren war sie an italienischen Filmproduktionen beteiligt, bekam aber nur noch Nebenrollen. Ihr letzter Auftritt in einem Kinofilm war 1960, danach war sie nur kurz für das Fernsehen tätig.
Mitte der 1990er Jahre wurde sie für Kevin Brownlows Dokumentation über die Geschichte des Stummfilms in den zentralen europäischen Ländern Kino Europa (Cinema Europe: The Other Hollywood) interviewt.

## Filmografie
- 1924: Le miracle des loups
- 1924: Paris
- 1924: Monsieur de directeur
- 1925: Les dévoyés
- 1927: La maison sans amour
- 1927: Miss Helyett
- 1928: Das Geld (L’argent)
- 1929: Der Graf von Monte Christo (Monte Cristo)
- 1929: Autour de l’argent
- 1929: Mon béguin
- 1929: Vater und Sohn
- 1930: L’enfant de l’amour
- 1930: Les chevaliers de la montagne
- 1930: Les deux mondes
- 1930: Le roi de Paris
- 1930: La folle aventure
- 1930: Les Galeries Lévy et Cie
- 1931: Dactylo
- 1931: Tu seras duchesse
- 1931: L’amoureuse aventure
- 1931: L’ensorcellement de Séville
- 1931: Prisonnier de mon cœur
- 1932: Une étoile disparaît
- 1932: Tu seras Duchesse
- 1932: Mon cœur balance
- 1932: Monsieur, Madame et Bibi
- 1933: Madame ne veut pas d’enfants
- 1933: Son Altesse impériale
- 1933: Charlemagne
- 1933: La femme idéale
- 1934: Die Privatsekretärin heiratet (Dactylo se marie)
- 1934: Le paquebot Tenacity
- 1934: Votre sourire
- 1934: King of Paris
- 1936: L’homme sans cœur
- 1936: Le mort en fuite
- 1936: Les amants terribles
- 1936: Mit einem Lächeln (Avec le sourire)
- 1937: Les gens du voyage
- 1937: Le porte-veine
- 1938: Terre de feu
- 1938: Terra di fuoco
- 1938: Una moglie in pericolo
- 1938: Une femme en péril
- 1938: Napoli che non muore
- 1938: Naples d’autrefois
- 1939: Dernier refuge
- 1943: Dagli Appennini alle Ande
- 1951: La folla
- 1952: Liebenswerte Frauen? (Adorables créatures?)
- 1952: La fugue de Monsieur Perle
- 1953: Gli uomini, che mascalzoni!
- 1955: Lo scapolo
- 1955: Le célibataire
- 1956: … und immer lockt das Weib (Et Dieu… créa la femme)
- 1957: Premier mai
- 1957: Nacht über Paris (Rafles sur la ville)
- 1958: Die Katze (La chatte)
- 1958: Ramuntcho
- 1960: Die Katze zeigt die Krallen (La chatte sort ses griffes)
- 1960: Les beaux yeux d’Agatha (Fernsehserie)